# Filharmonia Koszalińska im. Stanisława Moniuszki

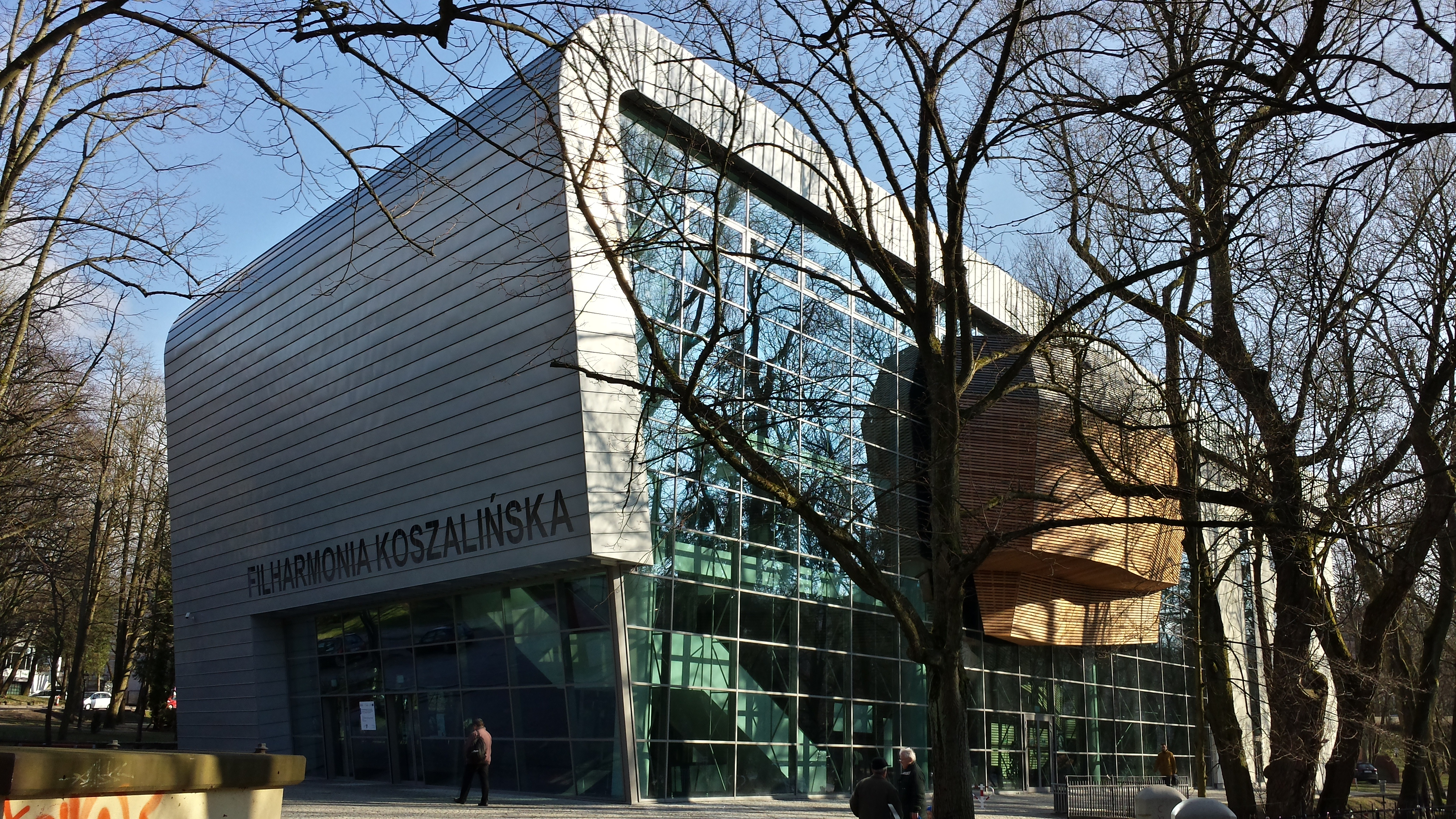
Nowy gmach Filharmonii Koszalińskiej

Filharmonia Koszalińska im. Stanisława Moniuszki – komunalna instytucja kultury w Koszalinie powołana do tworzenia, promocji i ochrony kultury muzycznej. Podstawowym celem działania filharmonii jest prezentacja wartościowych form poważnej: symfonicznej i kameralnej, w tym współczesnej muzyki polskiej i zagranicznej.
Jest instytucją kultury finansowaną z budżetu Urzędu Miasta Koszalina. Liczy 62 etatowych i współpracujących muzyków. Siedzibą filharmonii jest budynek przy ulicy Piastowskiej 2.
Filharmonia jest organizatorem Międzynarodowego Festiwalu Organowego. Impreza odbywa się co roku od czerwca do sierpnia w Katedrze Koszalińskiej, w której znajdują się unikatowe organy z XIX w. Melomani mogą wysłuchać zarówno dzieł organowych, jak i kameralnych, symfonicznych oraz wokalno-instrumentalnych.